# Lista dos maiores répteis

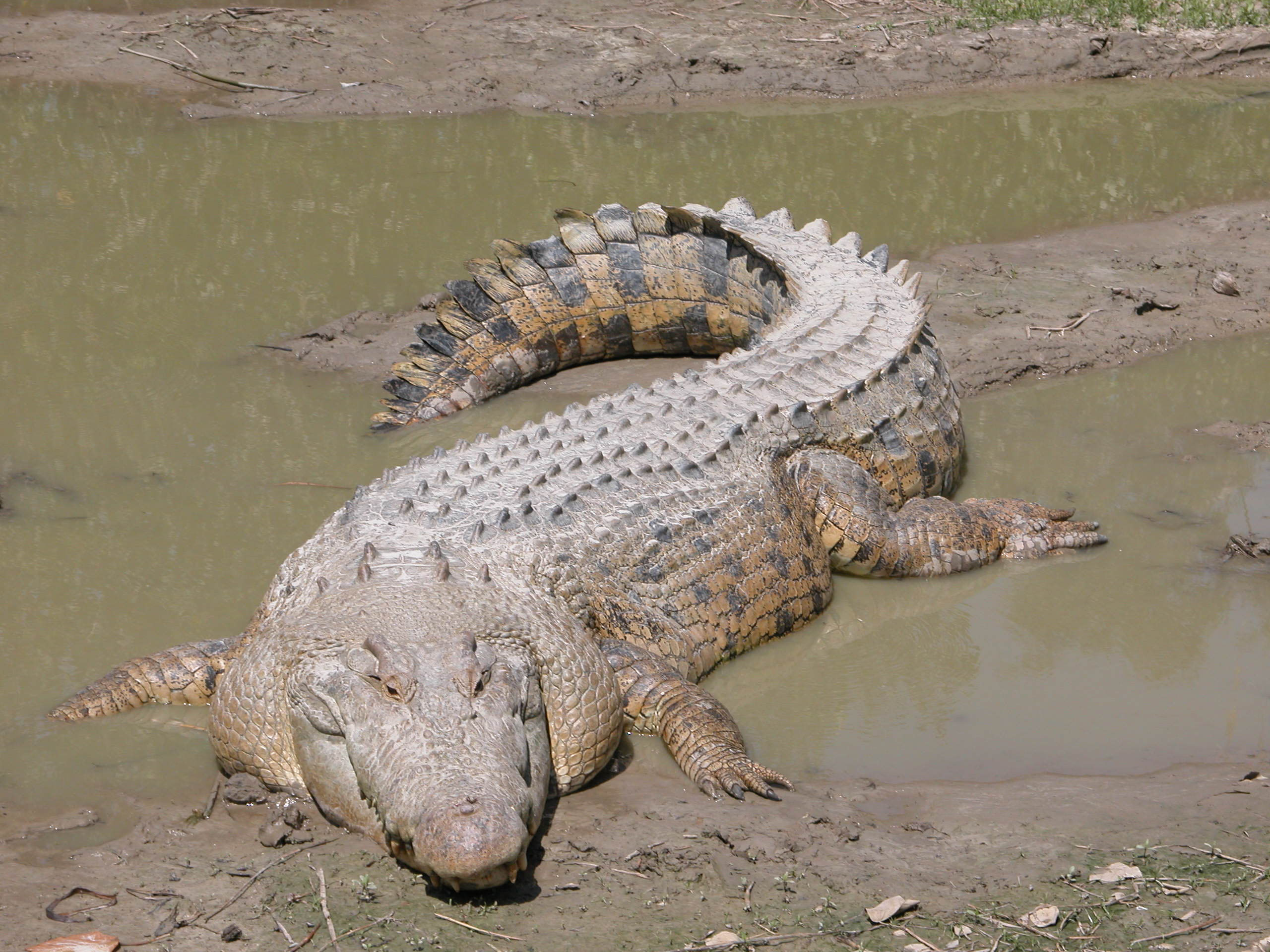
O crocodilo-de-água-salgada é o maior réptil não extinto.

O maior réptil existente é o crocodilo-de-água-salgada (Crocodylus porosus) do sul da Ásia e Austrália, com machos adultos tipicamente medindo 3,9 - 5,5 metros. O maior crocodilo com tamanho confirmado media 6,32 m e pesava 1360 kg
Alegações sem confirmação precisa de crocodilos muito maiores existem, com 7 m e 2000 kg.

## Lista
| Posição | Animal                    | Massa média (kg) | Massa máxima (kg) | Comprimento médio (m) | Comprimento máximo (m) |
| ------- | ------------------------- | ---------------- | ----------------- | --------------------- | ---------------------- |
| 1       | Crocodilo-de-água-salgada | 450              | 1360              | 5                     | 6,32                   |
| 2       | Crocodilo-do-nilo         | 410              | 1090              | 4,2                   | 6,45                   |
| 3       | Gavial                    | 170              | 977               | 4                     | 6,25                   |
| 4       | Tartaruga-de-couro        | 400              | 916               | 2                     | 3,05                   |
| 5       | Crocodilo-do-orinoco      | 380              | 635               | 4                     | 5,20                   |
| 6       | Jacaré-açu                | 289 kg           | 550 kg            | 3,5                   | 5,5                    |
| 7       | Aligátor americano        | 230 kg           | 475 kg            | 3                     | 5                      |

## Crocodilianos (Crocodilia)
- Como já mencionado, o maior crocodilo é o crocodilo-de-água-salgada, com 1360 kg[1]. O crocodilo-do-nilo pode atingir um comprimento de 6,45 m e pesar 1090 kg[1].
- De todos os crocodilos verdadeiros, o maior foi o extinto Crocodylus thorbjarnarsoni, de 7,6 m[10].
- O maior jacaré é o Jacaré-açu, que pode pesar até 600 kg[11]. A maior espécie de jacaré foi o Purussaurus, de 11-13 metros[12] e 8,4 toneladas[13]. O aligatoróide Deinosuchus do período Cretáceo atingia 10-12 metros[14]
- O gavial indiano pode ultrapassar os 6 metros[4] e 900 quilos, mas raramente pesa mais que 450 kg[15]. O maior animal da superfamília Gavialoidea foi o Rhamphosuchus crassidens, de 8-11 metros[16].
- O Sarcosuchus imperator media até 11,65 m[17], mas não era um crocodiliano verdadeiro, e sim um crocodiliforme da família Pholidosauridae[17][18].

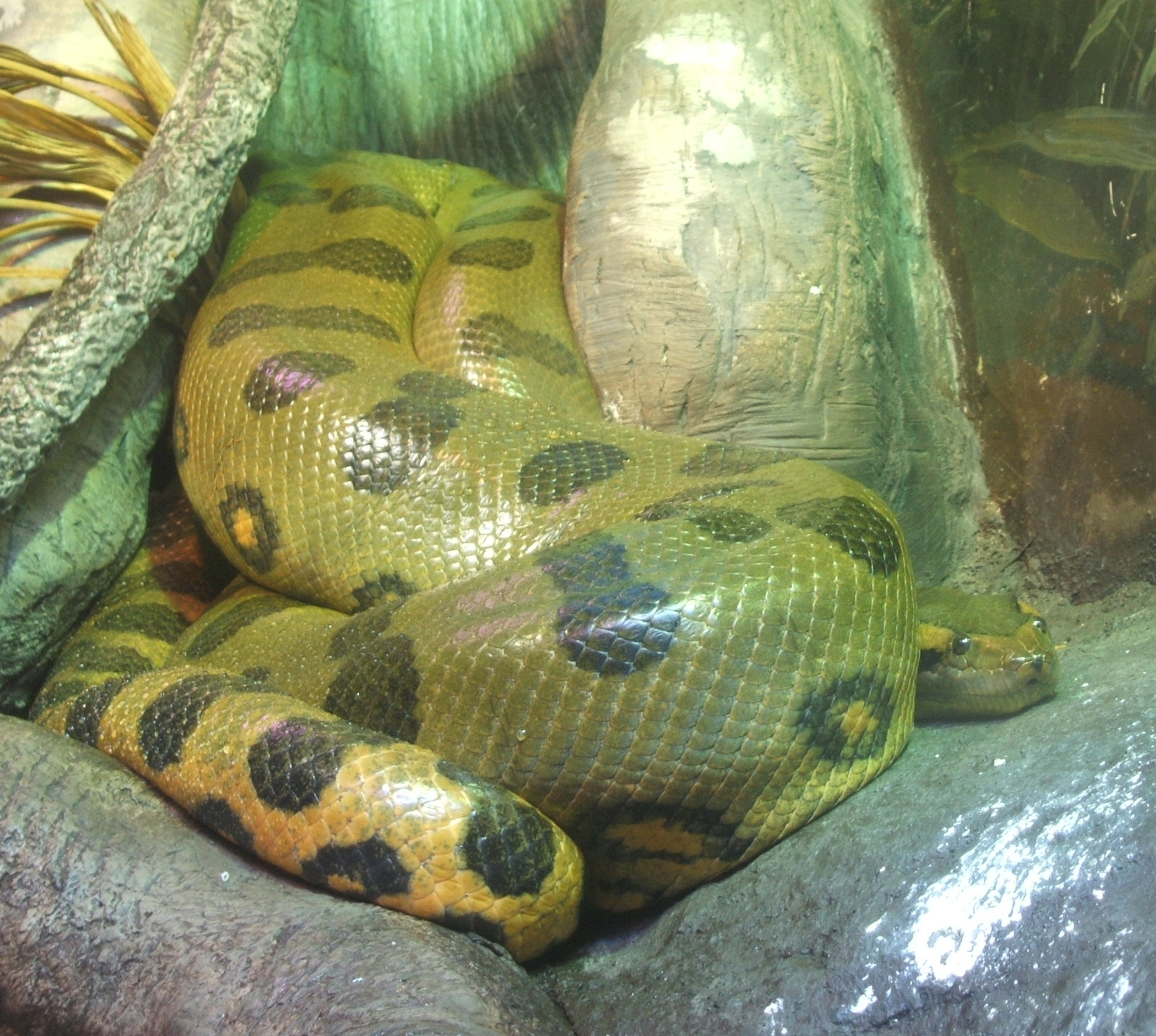
A sucuri-verde é a serpente mais robusta.

## Lagartos e serpentes (Squamata)
- A sucuri-verde confirmadamente atinge os 5,21 m e 97,5 kg[19]. Um espécime mantido no Zoológico de Pittsburgh supostamente media 6,28 m quando morreu em 20 de Julho de 1960 e pesava mais de 90 kg quando possuía 5,94 m de comprimento. Uma pele esticada de 10 metros no Instituto Butantan alegadamente pertenceu a uma sucuri de 7,6 m[1]. A serpente mais longa de acordo com o Guinness World Records é a píton-reticulada "Medusa", de 7,67 m e 158,8 kg. A serpente "Samantha", que morreu em 2002, supostamente media 7,9 m[20]. Apesar de a píton-reticulada atingir comprimentos ligeiramente maiores, a sucuri-verde é a serpente mais pesada da atualidade. A massa máxima estimada de uma sucuri de 8 metros é 200 kg[1]. Uma estimativa de massa máxima da espécie feita pela National Geographic é de 227 kg[21]. A píton-birmanesa "Baby" media 5,74 m em 1999. Em 1998, ela pesava 182,8 kg[22].
- A serpente extinta Titanoboa cerrejonensis media 12,8 metros e pesava 1135 kg[23].
- O maior lagarto é o dragão-de-komodo, com até 3,13 m e 166 kg[1][24]. Seu parente extinto Varanus priscus media de 4,5–7 m[25] e pesava 320–1940 kg[26]. O Mosasaurus talvez ultrapassasse os 17 m[27][28].

## Plesiossauros (Plesiosauria)
- O Elasmosaurus provavelmente atingia 14 m[29].

## Ictiossauros (Ichthyosauria)
- O Shastasaurus sikanniensis media cerca de 21 metros[30].

## Tuataras (Sphenodontia)
- A Sphenodon guntheri mede 76 cm e pesa 1,4 kg.

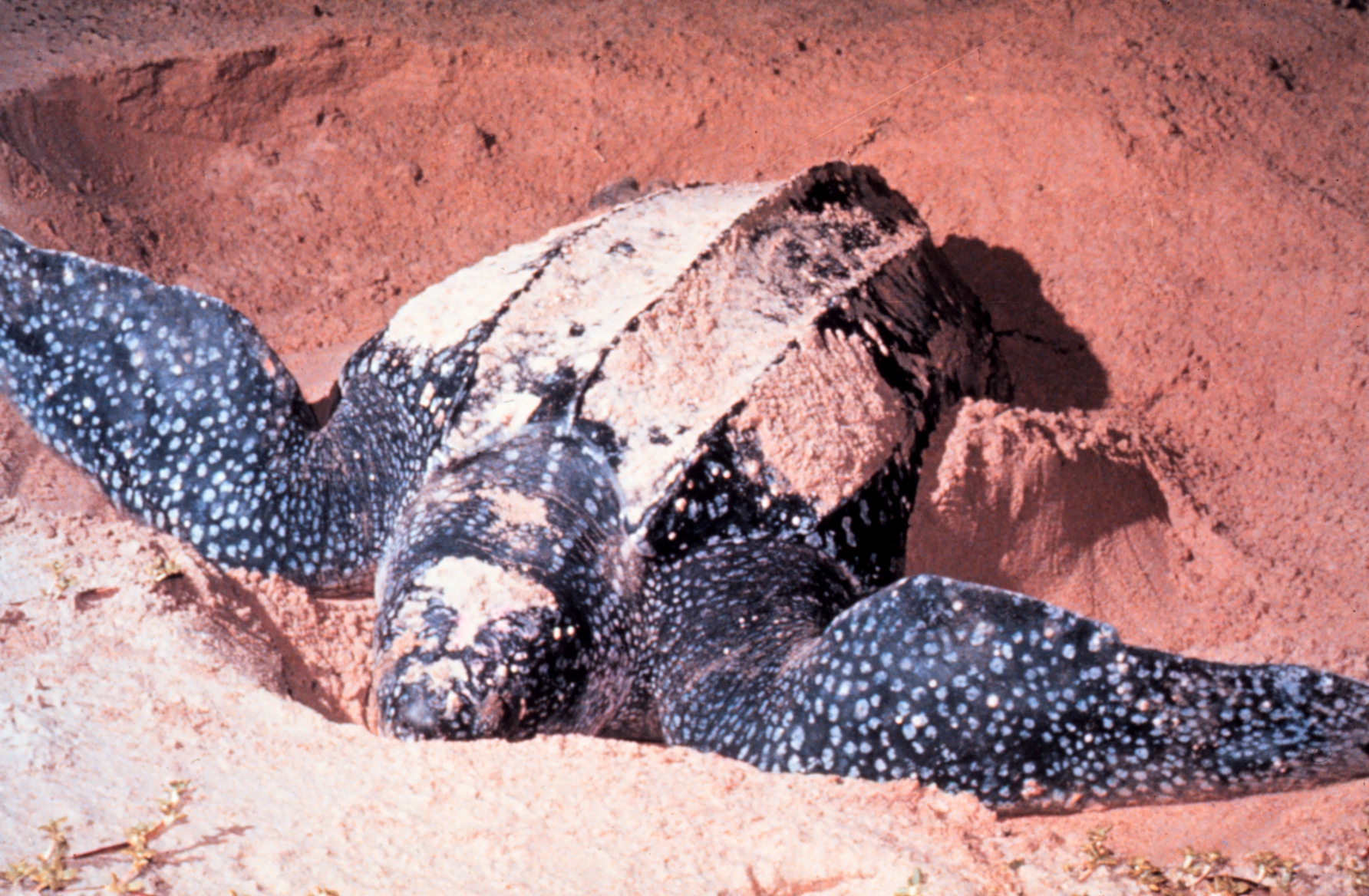
Tartaruga-de-couro cavando um ninho.

## Quelônios (Testudines)
- A maior tartaruga é a tartaruga-de-couro de 1[1]-3,05[6] m e 250[1]-916 kg[5].
- O maior jabuti é a tartaruga-das-galápagos, que pode atingir 417 kg[31].
- O maior quelônio que já existiu foi o Archelon, com 4,6 m de comprimento[32] e 2200 kg.

## Pterossauros (Pterosauria)

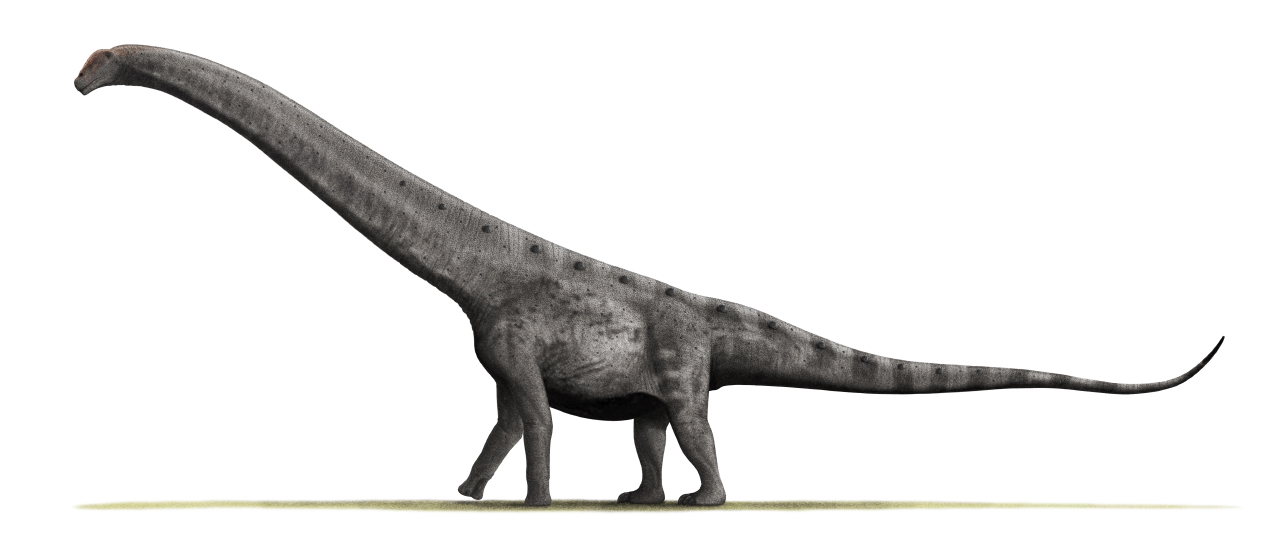
O argentinossauro foi um dos maiores animais que já existiu, possivelmente perdendo apenas para a baleia-azul, que tem uma massa recorde de 173 toneladas.

- Entre os maiores pterossauros está o Quetzalcoatlus, de 250 kg, 7,9 m de comprimento e mais de 10 m de envergadura[33][34]. O Hatzegopteryx atingia um tamanho semelhante.

## Dinossauros (Dinosauria)
- Um dos maiores dinossauros conhecidos é o argentinossauro, que media algo entre 30 e 40 m[35]) e pode ter pesado algo entre 55[36] e 100 toneladas[37][38], com uma massa média de 83,2 toneladas[35].
- Ken Carpenter estimou o comprimento máximo do Amphicoelias fragillimus como 58 m, e um comprimento mínimo de 40 metros[39], mas as estimativas de mais de 40 m provavelmente se devem à erros tipográficos em sua primeira descrição de 1878[40]. Mais recentemente, foi sugerido que Amphicoelias seja mais próximo de Nigersaurus, Limaysaurus e Amazonsaurus,[41] cujas proporções, diferentes das do Diplodocus, indicam que o A. fragillimus possa ter sido muito menor do que se imaginava antes.
- O maior dinossauro carnívoro foi o espinossauro, com os indivíduos atingindo algo entre 12,6 e 18 m[42] e uma massa entre 7 e 20 toneladas[43][44][45]. Estimativas menores dão ao espinossauro um comprimento máximo de 14,3 m[44].
- O maior ornitísquio foi o Shantungosaurus, de 14,7[46]-16,6 m[47] e 16 toneladas[48].